# 三宅島
34°05′37″N 139°31′34″E / 34.0936°N 139.5261°E

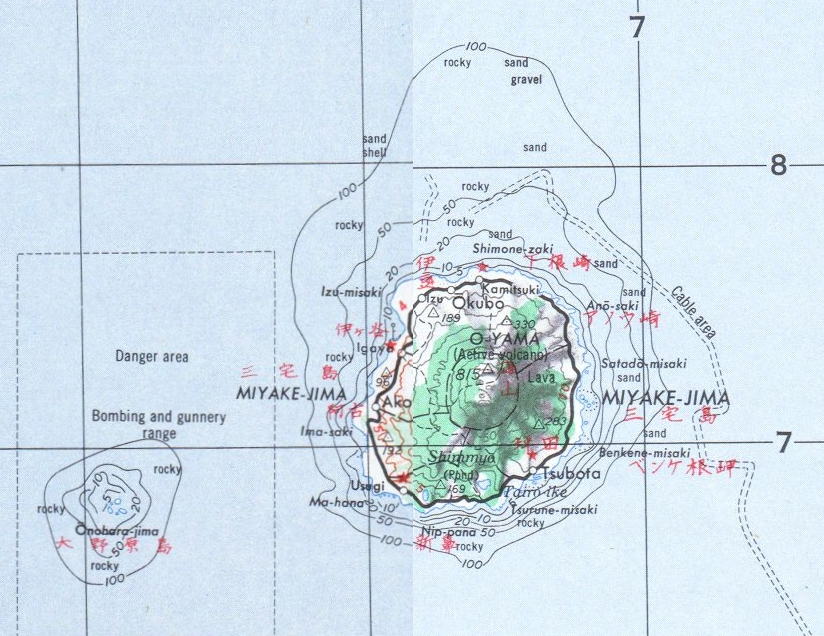
三宅島

三宅島是日本伊豆諸島中的一個島嶼。位于東京以南175公里，伊豆大島南方57公里的海面上。在行政上屬于東京都三宅村。該島也是富士箱根伊豆國立公園的一部分。島上的雄山常常噴發，被日本氣象廳劃分成活動度屬A級的火山。在1085年以后，其在1154年、1469年、1535年、1595年、1643年、1712年、1763年、1811年、1835年、1874年、1940年、1962年、1983年、2000年均記載有噴發的記錄。

## 交通
- 三宅島機場

## 外部連結
- 東京都・三宅島災害情報
- 三宅村（页面存档备份，存于）
- 三宅島觀光協會（页面存档备份，存于）
- 氣象庁活火山情報：三宅島
- http://www1.kaiho.mlit.go.jp/GIJUTSUKOKUSAI/kaiikiDB/kaiyo10-2.htm（页面存档备份，存于）